# Victor Ernest Shelford
Pour les articles homonymes, voir Shelford.
Victor Ernest Shelford, né le 22 septembre 1877 à Chemung (New York) et mort le 27 décembre 1968 à Urbana (Illinois), est un zoologiste et écologiste américain.

## Biographie
Diplômé d'une école normale d'instituteur en 1896, il s'inscrit à l'Université de Virginie-Occidentale en 1898, et y suit les cours de son oncle William E. Rumsey, entomologiste-adjoint de l’État. En 1903, il se voit proposer un poste de préparateur en zoologie à l'université de Chicago. Là, il découvre le concept d'écologie au contact de Henry Chandler Cowles, avec qui il prépare une thèse (soutenue en juin 1907) sur les « cicindèles des dunes de sable. » Ce travail met en évidence l'adaptation de ce prédateur à la succession saisonnière des végétaux.

## Œuvre
Les recherches de Shelford portent pour l'essentiel sur l'écologie terrestre, bien que certains de ses articles pour Ecology aient été consacrés aux colonies organiques des ruisseaux (1929), aux communautés benthiques de l'ouest du Lac Érié (1942), à la faune de la toundra (1935) ou du Delta du Mississippi (1954). Son article, écrit avec Frederic E. Clements et paru en 1939 dans Bio-Ecology, suggère de regarder les populations florales et animales comme une seule communauté organique.
Il quitte son poste d'enseignant à l'Université de l'Illinois en 1946 pour se consacrer à la fondation d'une organisation de protection de la nature, l'Ecologist's Union, distincte de la Société américaine d'écologie, pour qui « une  société savante ne devrait pas faire de politique. »  En 1950, la nouvelle organisation prend le nom de The Nature Conservancy, depuis l'une des principales organisations américaines de protection de la nature.
Les recherches menées par Shelford et Clements sur les complémentarités entre faune et flore d'une région, ont fait émerger l'idée de biomes. Son ultime ouvrage, The Ecology of North America (1963) l'amène à traverser toute l’Amérique du Nord,. En 1968, la Société américaine d'écologie le distingue par l'Eminent Ecologist Award, en reconnaissance d'une carrière entièrement consacrée à l'écologie.
Shelford préside de nombreuses commissions, notamment celle sur la Préservation des Conditions Naturelles de la Société américaine d'écologie (de 1917 à 1938), et la Commission de la Prairie (de 1932 à 1939), instituée par le National Research Council. Il crée le centre de recherche sur la Prairie (1939), qu'il préside en 1958.